# Стоматологија
Стоматологија је грана медицине, односно медицинска дисциплина, која се бави проучавањем физиолошких и патолошких стања свих структура усне дупље и граничних подручја, као и превенцијом, дијагностиком, конзервативним и хируршким лечењем болести ових структура и њиховом рехабилитацијом, протетским и ортодонтским збрињавањем. Звање доктор стоматологије се стиче после завршеног факултета, након чега је могућа и одговарајућа специјализација. Иако је првенствено повезана са зубима, с гледишта опште јавности, област стоматологије или стоматолошка медицине није ограничена на зубе, већ обухвата и друге аспекте краниофацијалног комплекса укључујући вилични зглоб и друге подржавајуће, мишићне, лимфне, нервне, васкуларне и анатомске структуре.
Стоматолошке третмане обавља стоматолошки тим, који се обично састоји од стоматолога и помоћника (стоматолошких асистената, зубних хигијеничара, зубних техничара, као и стоматолошких терапеута). Већина стоматолога ради било у приватним праксама (примарна нега), стоматолошким болницама (секундарна нега) или институцијама (затворима, базама оружаних снага, etc.).
Историја стоматологије је скоро једнако дуга колико и историја човечанства и цивилизације са најранијом евиденцијом из 7000. п. н. е. Остаци из раних Харапанских периода цивилизација долине Инда (око 3300 п. н. е.) садрже евиденцију о зубима који су били бушени од још шре 9.000 година. Сматра се да је стоматолошка хирургија била прва специјализација медицине.

## Стоматолошки третман
Стоматологија обично обухвата праксе везане за оралне шупљине. Према Светској здравственој организацији, орална обољења су велики јавни здравствени проблем услед њихове велике заступљености и преваленце широм света, при чему су сиромашна лица угрожена више од других социо-економских група.
Већина стоматолошких третмана се спроводи да би се спречиле или третирале две најчешће оралне болести које су каријес зуба (трулење зуба) и пародонталне болести (болести десни или пиореје). Неки од уобичајених третмана су рестаурација зуба, вађење зуба или хируршко уклањање зуба, скалирање и планирање корена и ендодонтски третман корена канала.
Сви стоматолози у Сједињеним Државама похађају бар три године додипломских студија, чиме је обично обухваћено стицање дипломе. Овом школовању следе четири године стоматолошке школе да би се квалификовали као „доктори стоматолошке хирургије” (DDS) или „доктори стоматологије” (DMD). Стоматолози требају да заврше додатне квалификације или континуирано образовање да би спроводили сложеније третмане као што су седација, орална и максилофацијална хирургија и дентални имплантати.
По природи своје опште обуке они могу да обављају већину зубних третмана, као што су ресторативни (пуњења, крунице, мостови) и простетски (протезе) радови, ендодонтске терапије (коренски канал), периодонталне терапије (десни), и екстракције зуба, као и вршење прегледа, радиографија (рендгенски снимци), и дијагностике. Стоматолози исто тако могу да прописују лекове као што су антибиотици, седативи, и низ других лекова за негу пацијената.
Стоматолози такође подстичу спречавање оралних болести путем правилне хигијене и редовних, двапут годишњих прегледа ради професионалног чишћења и евалуације. Оралне инфекције и упале могу утицати на свеукупно здравље, а услови у усној дупљи могу бити индикативни за системске болести, као што су остеопороза, дијабетес, целијачна болест или рак. Многе студије су исто тако показале да су болести десни асоциране са повећаним ризиком од развоја дијабетеса, срчаних болести, и превременим рођењем. Концепт да орално здравље може да утиче на системско здравље и болести назива се „орално-системским здрављем”.

## Образовање и лиценцирање
Доктор Џон М. Харис је основао прву стоматолошку школу на свету у Бејнбриџу у Охају, и допринео је да се успостави стоматологија као здравствена професија. Школа је отворена 21. фебруара 1828, и данас је зграда школе стоматолошки музеј. Први стоматолошки колеџ, Балтиморски колеџ стоматолошке хирургије, је отворен у Балтимору, Мериленд, САД 1840. године. Други колеџ у Сједињеним Државама је био Филаделфијски колеџ стоматолошке хирургије, који је успостављен 1852. Године 1907, Универзитет Темпл прихватио је понуду за инкорпорацију школе.
Студије су показале да су стоматолози који су дипломирали у различитим земљама, или чак различитим стоматолошким школама у једној земљи, склони доношењу различитих клиничких одлука за исто клиничко стање. На пример, стоматолог који је дипломирао у израелској стоматолошкој школи ће препоручити вађење асимптоматског импактираног трећег молара (умњака) чешће него стоматолог који је дипломирао у латинско америчкој или источноевропској стоматолошкој школи.
У Уједињеном Краљевству, Британски стоматолошки закон из 1878. и Стоматолошки регистар из 1879. ограничавају употребу назива „зубар” и „зубарски хирург” на квалификоване и регистроване стручњаке. Међутим, други су могли легално да описују себе као „стоматолошки стручњаци” или „стоматолошки консултанти”. Стоматолошка пракса у Уједињеном Краљевству постала је у потпуности регулисана Законом о стоматологији из 1921. године, према коме се захтева регистрација сваког ко практикује стоматологију. Британска стоматолошка асоцијација, формирана 1880. са Сер Џоном Томесом као председником, играла је значајну улогу у гоњењу стоматолога који нелегално практикују. Стоматолози у Уједињеном Краљевству су у данашње време регулисани Генералним стоматолошким саветом.

## Гране стоматологије
- Превентивна стоматологија (превенција обољења уста, зуба и вилица)
- Конзервативна стоматологија (лечење обољења тврде зубне супстанце)
- Парадонтологија (лечење потпорног апарата зуба)
- Ендодонција (лечење обољења зубне пулпе)
- Стоматолошка протетика (надокнађивање изгубљених зуба и ткива)
- Максилофацијална хирургија
- Орална хирургија
- Имплантологија
- Дечја стоматологија
- Ортопедија вилица
- Психосоматика

## Историја
Најстарији писани документи везани за почетке стоматологије су староегипатски папируси настали око 3000. године п. н. е, на којима се види да је у то време постојала зубна медицина као посебна грана медицине. Један законик из 1700. године п. н. е. сведочи да је пракса зубне медицине била регулисана законом, а на тзв. Еберсовом папирусу се спомињу поједине болести зуба и узроци зубобоље. Асирци и Вавилонци су познавали морфологију зуба и анатомију усне шупљине, али су веровали да су црви одговорни за пропадање зуба (то је једна од најстаријих теорија о настанку каријеса).
У кинеском документу познатом као „Канон медицине“ из 2697. године п. н. е. наводи се да су болести десни у старој Кини лечене чајевима и испирањем. Кинези су веровали да се у зубу оболелом од каријеса налази бели црв са црном главом (због црне боје каријесног процеса на површини глеђи). Зубобољу су, између осталог, лечили и акупунктуром. Стара јапанска зубна медицина била је слична кинеској. Јапанци су вадили зубе прстима без коришћења било каквих инструмената.
Осим писаних докумената, у многим археолошким налазиштима су пронађени материјални докази који указују да су се људи још у давна времена бавили надокнадом изгубљених зуба. У гробовима Етрураца (10 - 4. век п. н. е.) пронађени су изузетно очувани примерци зубних протеза. Они су протетске надокнаде израђивали од златних трака. Стари Феничани су правили протезе од златне жице.
Хипократ и Аристотел су писали о зубима, њиховом лечењу, вађењу зуба клештима и употреби жице за учвршћивање расклиманих зуба. У доба Римљана од злата су се правили зуби и зубни мостови. Римљани су велику пажњу поклањали хигијени, па су зубе прали сољу и уста испирали водом. Уместо чачкалице су користили рибље кости. Целзус је писао о третману зубобоље и фрактура вилице. Гален је први извршио класификацију зуба на секутиће, очњаке и кутњаке. Знао је да се унутар зуба налази живац и један је од првих који је говорио о пуњењу зуба.
У средњем веку је најнапреднија била арапска медицина. Авицена је зубобољу објашњавао деловањем црва. Познати арапски хирург, Абулказис је написао енциклопедију медицине под именом „Ал Тасариф“ у којој је, између осталог, описао и зубне инструменте. Он је сматрао да недостајући зуби треба да буду замењени вештачким, људским или зубима направљеним од воловских костију. У периоду од 11. до 15. века долази до велике стагнације зубне медицине. У то време се под утицајем цркве монаси и лекари нису бавили зубном медицином, хирургијом и другим мануелним пословима, препустивши те послове берберима. Они су били приучени и често су интервенције изводили на јавним местима, по сајмовима итд. У 13. веку у Француској је основано удружење бербера, а временом су се они поделили у две групе. Једни су били хирурзи (који су радили компликоване оперативне захвате), а други су били хирурзи-бербери који су вршили пуштање крви и вађење зуба.
У доба ренесансе Бенедети је описао повреде зуба, утицај живе на зубна ткива и употребу опијума као аналгетика. Леонардо да Винчи је први прецизно описао морфологију свих зуба, одредио је тачан број зуба у горњој и доњој вилици човека и број њихових коренова. У Лајпцигу је 1530. објављена „Мала медицинска књига о свим врстама болести зуба“, прва књига посвећена само стоматологији. У њој се обрађују теме из оралне хигијене, вађења зуба, препарације кавитета и постављања испуна од злата. Амброаз Паре је 1575. објавио „Комплетне радове“ у којима се говори и о лечењу и вађењу зуба и третману прелома вилице.
Почетком 18. века стоматологијом су се бавили специјализовани хирурзи-бербери. Један од њих био је Пјер Фошар (1678-1761), „отац модерне стоматологије“. Он је 1723. објавио „Стоматолошку хирургију“ у којој говори о анатомији и физиологији усне дупље, техникама збрињавања зуба и конструкције зубних протеза. Фошар није прихватао „теорију црва“ и познавао је технику уклањања кариозних маса и пломбирања зуба оловом.
Стоматологија је процват доживела почетком 19. века у Северној Америци. Године 1839. почиње да излази први стоматолошки часопис – American Journal of Dental Science. Прва школа за зубну хирургију и протетику основана је 1840. у Балтимору и носила је назив Балтиморски колеџ стоматолошке хирургије. У то време су се усавршавале методе лечења зуба, проналази се амалгам (мешавина живе и различитих метала) за пломбирање зуба, почињу да се користе прва сврдла за уклањане тврде зубне супстанце итд. Локална анестезија улази у примену 1844. и постепено замењује хлороформ.
Међународна стоматолошка федерација (фр. Fédération dentaire internationale) је основана 1900. године. Прва четкица за зубе са синтетичким влакнима се појављује 1938. Прве пасте са флуоридима, које су се показале веома ефикасним у превенцији каријеса, изашле су на тржиште 1950. Почетком шездесетих година 20. века почињу да се користе композитни материјали за пуњење зуба и у употребу улазе ласери. Од 1990. започиње ера естетске стоматологије, која се одликује све широм употребом материјала у боји зуба, прављењем зубних навлака и имплантата итд.